# Guapa
Albums de La Oreja de Van Gogh
Lo que te conté mientras te hacías la dormida en Directo Más Guapa
Guapa (Belle) est la ALBA quatrième album de La Oreja de Van Gogh sorti le 25 avril 2006.
Il y a douze chansons plus une en bonus.
1. Noche (Nuit) - 4:29
2. Muñeca de trapo (Poupée de chiffon) - 3:55
3. Dulce Locura (Folie douce) - 3:49
4. Perdida (Perdue) - 4:20
5. Vuelve (Revient) - 3:36
6. Escapar (Échapper) - 3:33
7. Irreversible (Irréversible) - 3:28
8. A diez centímetros de ti (À dix centimètres de toi) - 3:50
9. V.O.S. - 2:20
10. Apareces tú (C'est toi qui apparais) - 4:33
11. Manhattan - 2:59
12. Mi vida sin ti (Ma vie sans toi)
13. Cuantos cuentos cuento (bonus) (Je raconte tant d'histoires)

## Más Guapa (édition spéciale)
C'est une édition spéciale pour les dix ans du groupe. Il y a un second cd avec quatorze chansons supplémentaires :
1. En mi lado del sofá (Dans mon côté du sofa)
2. V.O.S. (Première version)
3. Nuestro mundo (Notre monde)
4. Cuantos cuentos cuento (Première version)
5. Amores dormidos (Amours endormis)
6. Canción desesperada (Chanson désespérée)
7. Coronel (Colonel)
8. La Paz de tus ojos (La Paix de tes yeux)
9. Nube (Nuage)
10. Despacio (Lentement)
11. Déjate llevar
12. Aquella ingrata (Cette ingrate)
13. El Árbol (L'Arbre)
14. Escalera a la Luna (Escalier à la Lune)

## Bella (Édition italienne)
Le 18 mai 2007, est sortie en Italie une édition spéciale de Guapa avec deux adaptations en italien : Bambola di pezza (Muñeca de trapo) et Dolce follia (Dulce locura). Il y a aussi des versions acoustiques, comme En mi lado del sofá.